# くるふ福井駅
くるふ福井駅（くるふふくいえき）は、福井県福井市中央一丁目の福井駅高架下南側の商業施設。西日本旅客鉄道（JR西日本）の連結子会社である金沢ターミナル開発による運営。
旧名称はプリズム福井（プリズムふくい、PRISM FUKUI）で、当時の店舗面積は在来線駅高架下の約2,700m2。2024年3月16日に現名称に改称、新幹線駅高架下にも拡張のうえ再開業した。

## 概要
福井県が福井市、JR西日本ほかの協力を得て1991年度から2019年度にかけて実施した福井駅付近連続立体交差事業において、2005年4月18日に最初の一連構築物となる北陸本線の福井駅前後（約2.8 km）の高架化が完成し、同日の新駅舎開業とともにオープン。店舗数はATM6店舗を含め33店舗である（2023年3月現在）。JR西日本系列会社運営のコンビニエンスストア（セブン-イレブン ハートイン）、食料品スーパーや各種土産物および飲食店、またマツモトキヨシが福井県内・北陸地区初の店舗としてテナントとして入居。改札口側（店舗北方）が「PRISM I」、自由通路を隔てて南方が「PRISM II」としていた。駅舎東西への通り抜けはこの自由通路によっても可能となっている。
自由通路東側は2007年に開業した「AOSSA」、2009年に整備された「東口交通広場（高速バスのりば等）」へ通ずる。西側は2016年に相次いで整備・開業した「西口交通広場」および「ハピリン（福井駅西口再開発ビル）」へ通じ、福井鉄道福井駅停留所・路線バスのりば、駅前電車通り沿いの百貨店（西武福井店）をはじめとした繁華街へと至る。
開館から18年を経た2023年5月28日18時にリニューアルのため閉館。新店舗が営業を開始するまで、数店舗が福井駅構内に設ける仮設コーナーで仮営業を行った。2024年3月16日の北陸新幹線延伸開業に合わせて新幹線駅高架下を含む約3,700 ㎡へ拡張し、名称を「くるふ福井駅」へと改めた。在来線駅高架橋はJR西日本から旧北陸本線の鉄道事業を継承したハピラインふくいに移管されたが、引き続き金沢ターミナル開発が高架下空間を賃借している。

## アクセス
- 北陸新幹線・ハピラインふくい線・えちぜん鉄道勝山永平寺線 福井駅、福井鉄道福武線 福井駅停留場下車。
- E8 北陸自動車道 福井ICより、主に国道158号、福井県道・石川県道5号福井加賀線経由 約4.5 km。
- E8 北陸自動車道 福井北JCT・ICより、国道416号ほか経由 約7 km。
- E67 中部縦貫自動車道 松岡ICより、国道416号ほか経由 約8 km。